# 国際地球観測年
国際地球観測年（こくさいちきゅうかんそくねん、英語: International Geophysical Year、略称：IGY）は、1957年7月1日から1958年12月31日まで続いた、国際科学研究プロジェクトの名称。国際年の第1号として数えられる。当初は太陽の磁気が地球に与える影響を研究するために設定された。

## 概説
極地を中心とする気象・地磁気などの国際共同観測事業として50年ごとに実施されていた「国際極年」（英: International Polar Year; IPY）を受け継ぎ、全地球規模に拡大させたものである。第1回国際極年は1882年 - 1883年、第2回国際極年は1932年 - 1933年に実施された。第3回は1982 - 1983年に実施される予定であったが、自然科学の急速な発展にともない、25年繰り上げされて1957年 - 1958年に実施されることになり、さらに極地に限定されない全地球規模での国際共同観測事業へと発展、呼称も「国際地球観測年」と改められた。なお、国際地球観測年から50年後の2007年 - 2008年には、第4回国際極年（IPY2007-2008）が実施されている。
全体の計画は国際学術連合会議（ICSU、現・国際学術会議）が統括し、60か国以上が参加した。
なお、International Geophysical Yearは直訳すると「国際地球物理年」または「国際地球物理学年」となるが、日本学術会議IGY特別委員会は「国際地球観測年」を日本での正式名称として採用した。これは、IGY特別委員会の長谷川万吉委員長と永田武総幹事が、「天文学、地球物理学、物理学、電波科学の諸分野が立体的に総合研究を行なうべきIGY計画に地球物理の名を冠するのはよくない」と判断したことによる。
国際地球観測年で行われた協力は12項目があった。以下に列挙する。オーロラ、大気光(夜光)、宇宙線、地磁気、氷河、重力、電離層、経度・緯度決定、気象学、海洋学、地震学、太陽活動。
ソビエト連邦とアメリカ合衆国は、国際地球観測年のために初期の人工衛星・スプートニク1号とエクスプローラー1号を打ち上げた。主な成果は、バン・アレン帯の発見、中央海嶺、プレート・テクトニクス説の確認作業などがある。
極地は特有の現象を持つ。空気と水は南極大陸内部に封じ込められ、そのまま数十万年の間、大陸に堆積したままになる。これらは過去の地球の気象等を知る手がかりになる。南極点でこれらを観察することは可能だが、南極点は大昔に放棄されたままで、一度きりの観察のために出かけるのには費用がかかりすぎる難点があった。国際協力により観測結果を交換しあうことにより、これらの費用は最小限に抑えることができる。この国際協力をきっかけに、複数の国により領有権の主張がなされていた南極大陸について、今後も大陸全体を国際協力で観測できるようにするには国境線で大陸を分断しないことが重要という認識が参加国の間で広がり、1959年の南極条約へと至った。
第1回国際極年は、ゲオルク・フォン・ノイマイヤーによって提案され、オーストリア=ハンガリー帝国海軍将校、カール・ヴァイプレヒトによって実行された。複数の観測者が同年に異なる位置で複数種類の測定を行うことによって、結果が統合され、価値のある解釈を生むことが可能になった。

## 第1回国際極年
1882年から1883年の第1回国際極年には、12カ国（オーストリア=ハンガリー帝国、デンマーク、フィンランド、フランス、ドイツ、オランダ、ノルウェー、ロシア、スウェーデン、イギリス、カナダ、アメリカ）が参加した。
これらの国は北極近辺の14の測候所で、氷、大気、電磁気、地磁気、曙光、海流、潮、構造および運動の観測を行った。このほか、世界中の40を越える気象台が、国際極年の観測に協力した。
第一次世界大戦後、電信、ラジオ、電話が発達し、飛行機などが実用化すると、これらを利用した提案が1927年に、国際気象委員会に提出された。

## 第2回国際極年
1932年から1933年の第2回国際極年は、これらの新技術を使って気象情報を交換することが可能であるか、また、それが各国の気象予報にどれだけ有効であるかを調査する目的であった。また極地の気象観測が、気象予報にどれだけ意味を持つのかを調査する意味もあった。44カ国がこれに参加し、情報が集積された。しかし、両極地の情報は極端に少なかった。

## 国際地球観測年の提唱
1950年代、アメリカのロイド・バークナーによって、ロケット観測などを含む第3回の国際極年が提案された。国際学術連合会議（ICSU）は、これを極地以外の総合的な地球物理学観測の計画に拡張した。70を超える国立またはそれに相当する機関が協力し、国際地球観測年委員会を組織し、実行した。
これにより、南半球の高緯度地域の高層気象データの蓄積が進み、南半球において夏の極前線の存在が確認できないことが明らかとなり、アリソフの気候区分にあるような亜南極帯と南極気団帯は存在しない、ということが判明した。

## 日本の協力

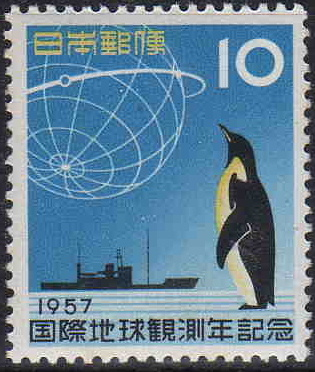
日本が発行した国際地球観測年記念切手

国際地球観測年が提案された1951年、日本は独立を回復していなかった。日本はこれに参加し、国際的地位を認めてもらおうと考えた。当初、赤道観測を行う予定であったが、観測予定地の領有権を持つアメリカは、自国で観測を行うという理由で丁重にこれを断った。
そこで日本は南極観測を行うことにした。しかし、IGY南極分科会では、第二次世界大戦で日本に遺恨を持つ複数の国から強硬な反対を受けた。アメリカ、ソビエト連邦などの大国が日本支持に回り、最終的に参加が認められた。ノルウェーが国力不足を理由に南極観測を行わないと表明したため、当時ノルウェーが領有権を主張していた地域が日本に割り当てられた。日本は国際地球観測年に合わせて南極圏内の東オングル島に昭和基地を建設し、観測に協力した。昭和基地は、国際地球観測年終了とともに撤収する予定であったが、その後延長され、現在も観測が続いている。
日本は、12のすべての部門で協力を行った。

## 発行物
世界各地で、国際地球観測年の記念切手が発行された。日本でも、1957年7月1日に10円切手が1種類発行された。

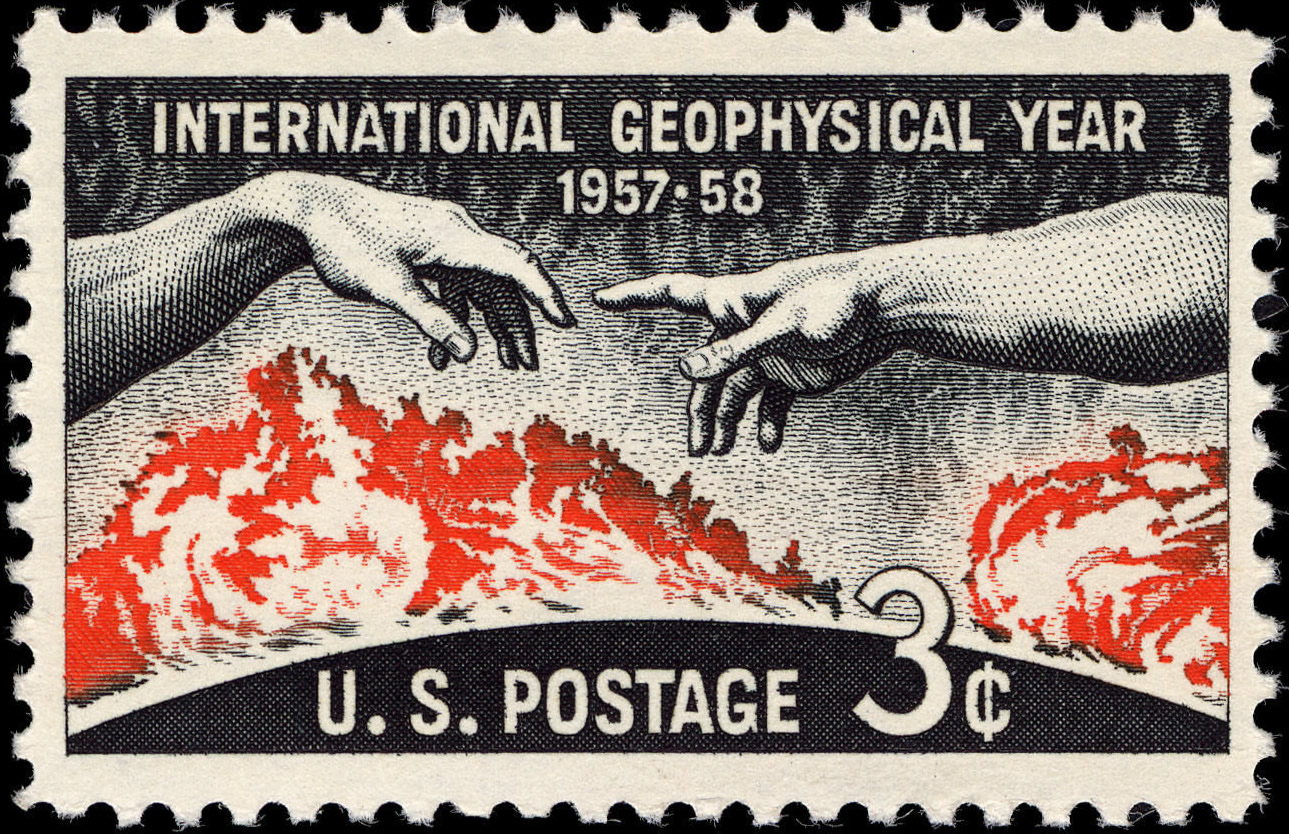
アメリカが1958年5月31日に発行した3セント切手
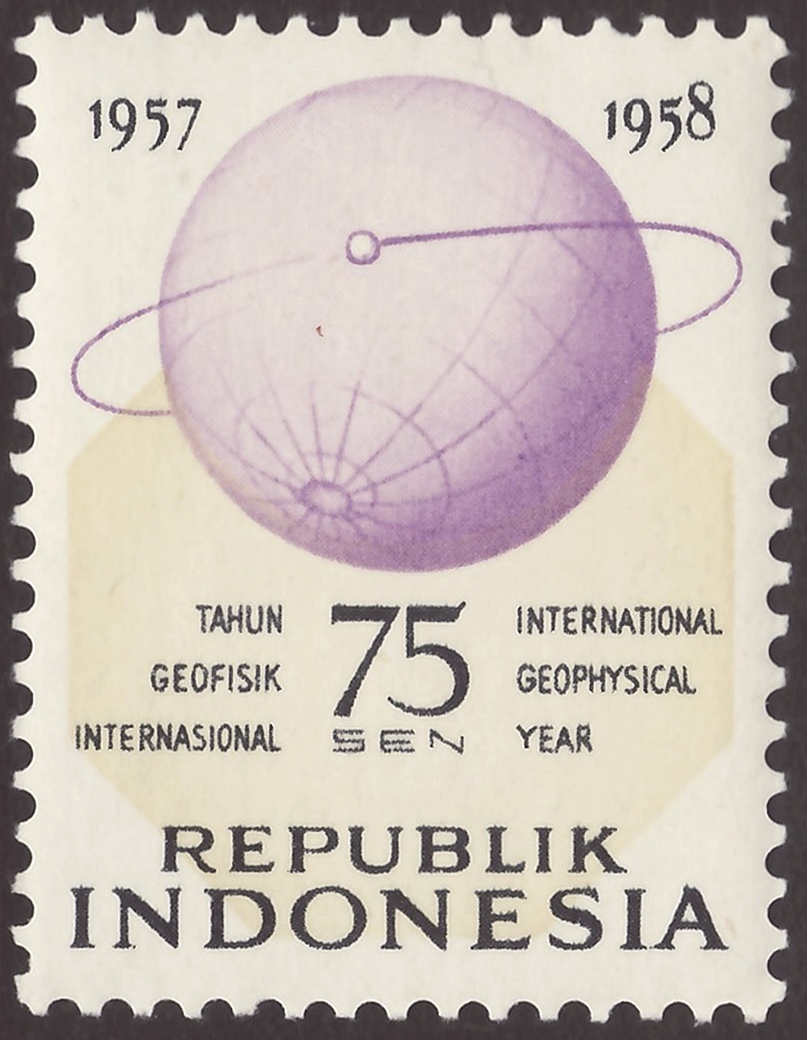
インドネシアが発行した75セン切手。10・15・35・50セン切手がセットとなっている。
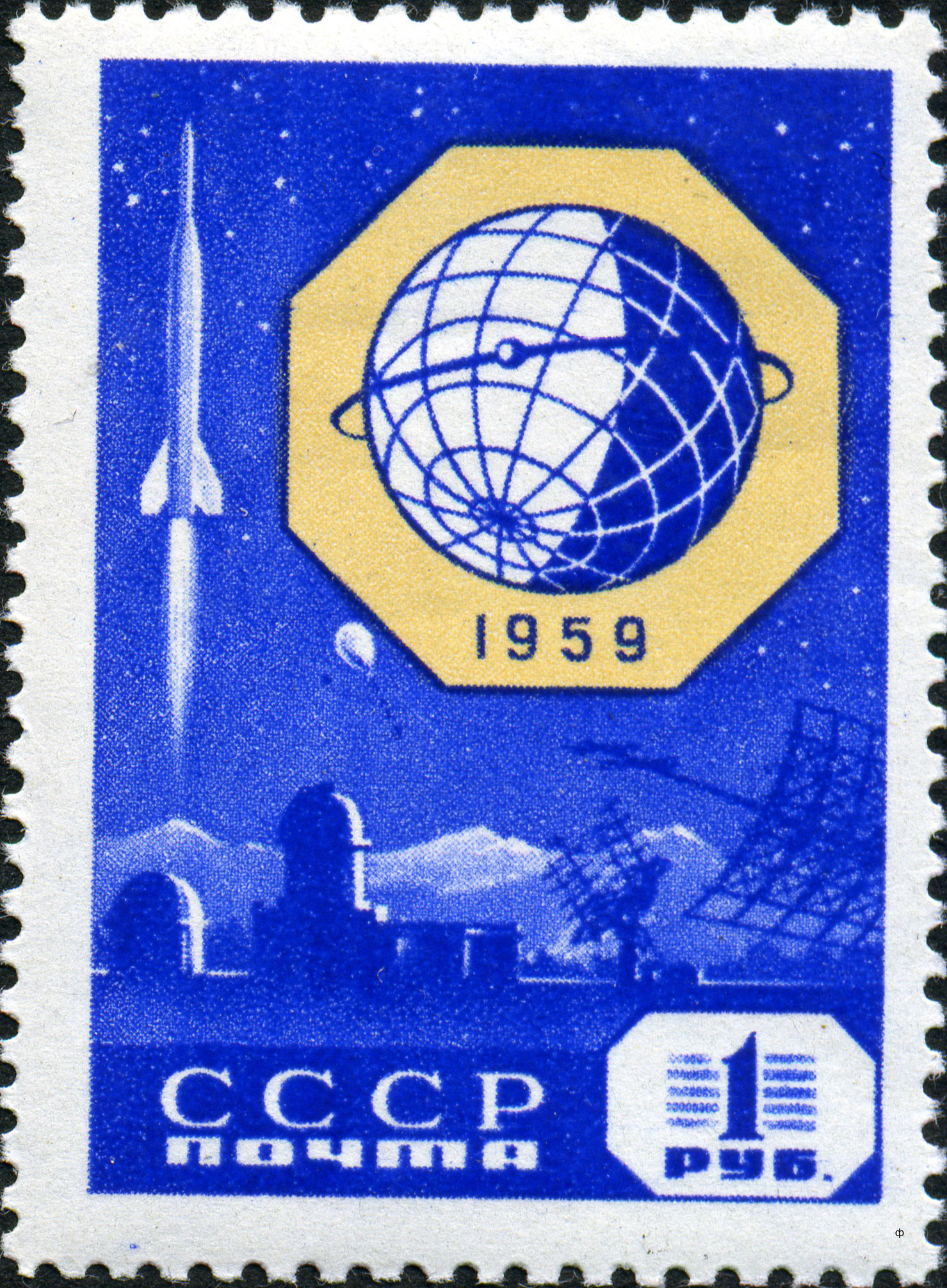
ソ連が発行した、宇宙ロケットとロゴを描いた1ルーブル切手。
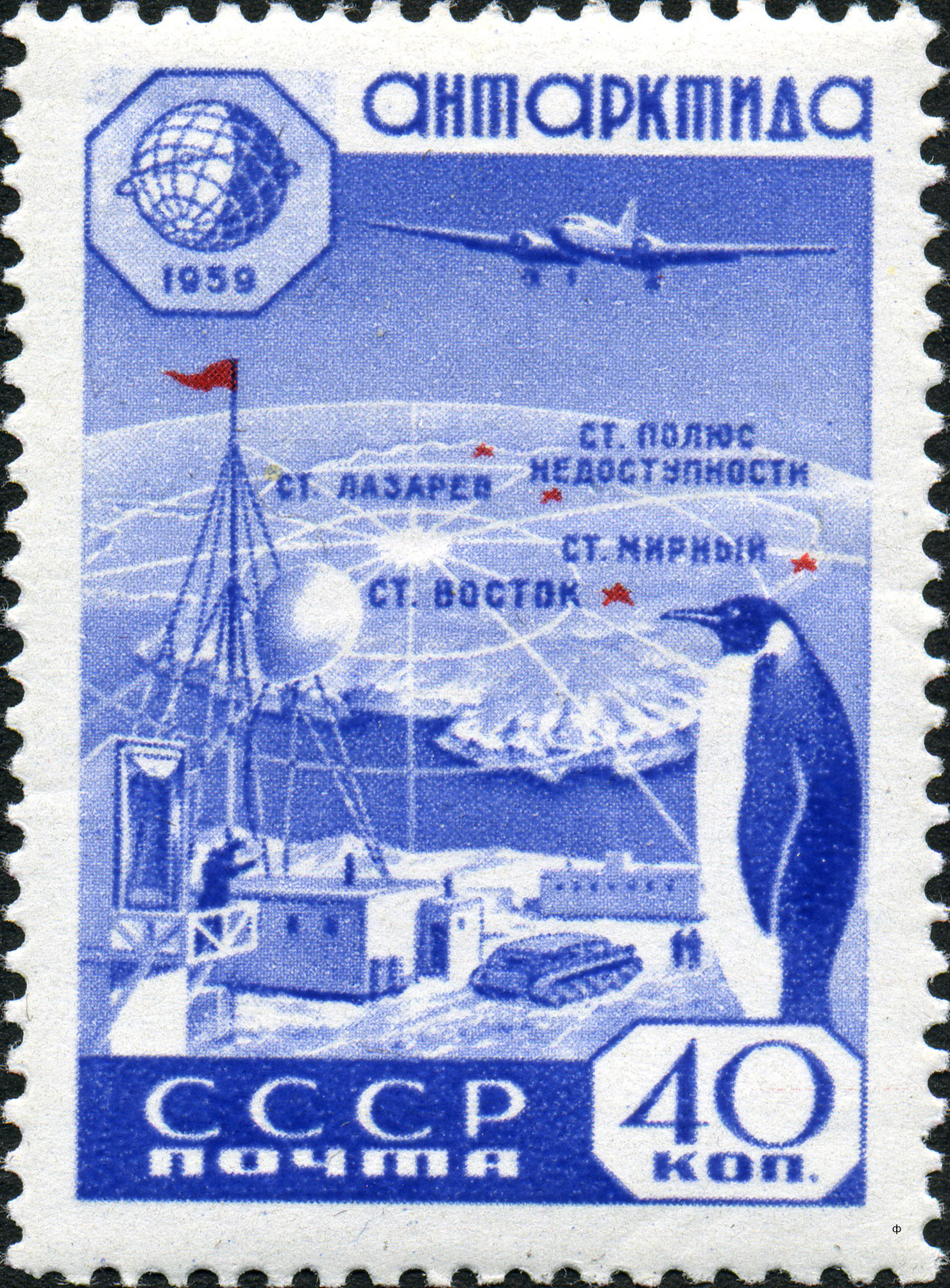
ソ連が発行した、南極基地などを描いた40コペイカ切手。全7種類が発行された。
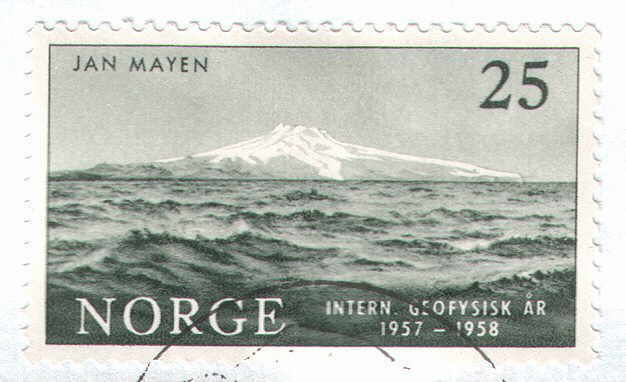
ノルウェーが1957年7月1日に発行した、ヤンマイエン島を描いた25クローネ切手。
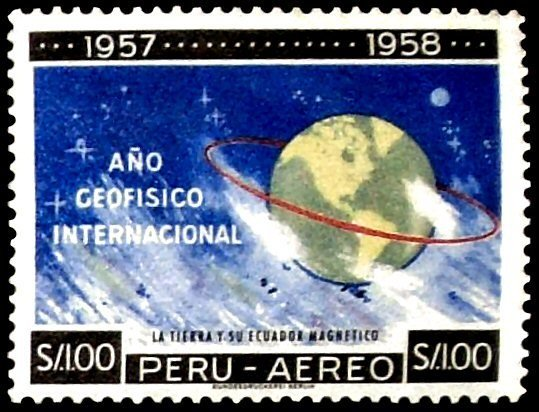
ペルーが発行した100ペルー・ソル切手